# Provincia di Franz Tamayo

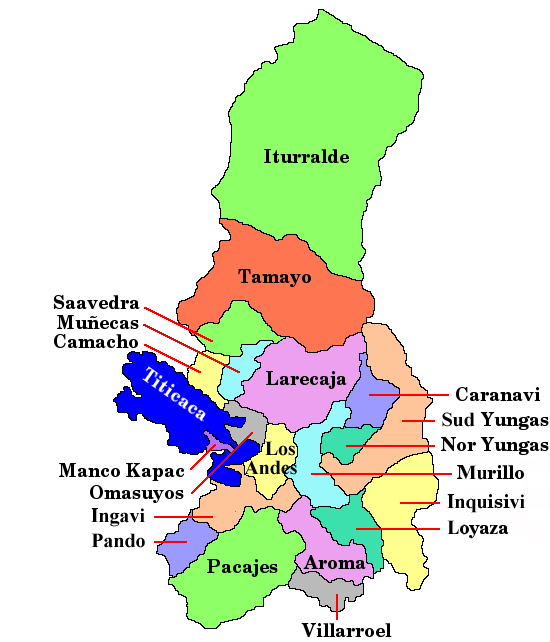
Dipartimento di La Paz

Franz Tamayo è una delle venti province del dipartimento di La Paz, nella parte settentrionale della Bolivia. La provincia porta il nome di Franz Tamayo Solares (1878-1956), poeta, filosofo e politico boliviano.
Inizialmente la regione era parte della provincia Caupolicán, come scritto nel decreto del 23 gennaio 1826 voluto da Simón Bolívar. Il Caupolicán racchiudeva in sé anche l'attuale provincia di Abel Iturralde, il dipartimento di Pando, e regioni confinanti del Brasile e del Perù.

## Posizione
La provincia è situata sul lato nord-orientale della catena montuosa boliviana Cordillera Real e confina a nord con la provincia di Abel Iturralde, a ovest con la Repubblica del Perù, a sud con le province di Bautista Saavedra e Larecaja, a sud-ovest con la provincia di Sud Yungas e a est con il dipartimento di Beni.
La provincia è compresa tra il 13° 53' e il 15° 17' parallelo meridionale e tra il 67° 25' e 69° 27' meridiano occidentale. La provincia si estende da nord a sud per circa 140 km e da ovest a est per 200 km.

## Popolazione
Negli ultimi due decenni la popolazione della provincia di Franz Tamayo è aumentata del 10 %
- 1992: 17 619 abitanti (censimento)
- 2001: 18 386 abitanti (censimento)
- 2005: 19 220 abitanti (stima)[1]
- 2010: 19 347 abitanti (stima)[2]

Il grado di alfabetizzazione della provincia raggiunge il 77,7 %, vale a dire il 70,3 % per le donne e l'84,2 % per gli uomini.
La mortalità infantile è scesa dal 9,1 % (1992) al 6,8 % (2001).
Il 65,7 % della popolazione parla spagnolo, il 74,9 % parla Quechua e il 11,3 % parla Aymara. (2001)
Il 97,1 % della popolazione non ha l'allacciamento alla corrente elettrica, il 81,9 % vive senza servizi igienici (2001).
Il 61,5 % dei nuclei familiari possiedono una radio, il 6,6 % un televisore, il 28,8 % una bicicletta, il 2,6 % una motocicletta, il 2,0 % un'automobile, l'1,3 % un frigorifero e lo 0,1 % un telefono. (2001)
L'86,9 % della popolazione è cattolica e l'11,2 % è evangelica (1992).

## Geografia antropica

### Suddivisioni amministrative
La provincia è suddivisa in 2 comuni:
- Apolo - 13 271 abitanti (2001).
- Pelechuco - 5 115 abitanti.

## Indirizzi web
- Carta sinottica della Provincia, su aguabolivia.org. URL consultato il 22 novembre 2008 (archiviato dall'url originale il 21 novembre 2008).
- Cartina degli insediamenti e delle reti idriche, su aguabolivia.org. URL consultato il 22 novembre 2008 (archiviato dall'url originale il 18 aprile 2009).
- Dati sulla popolazione (in spagnolo), su ine.gov.bo. URL consultato il 22 novembre 2008 (archiviato dall'url originale il 10 ottobre 2008).
- Dati sociali (in spagnolo), su ine.gov.bo. URL consultato il 22 novembre 2008 (archiviato dall'url originale il 9 ottobre 2008).